# Municipalità di Goyder
La municipalità di Goyder è una Local Government Area che si trova in Australia Meridionale. Essa si estende su una superficie di 6.718,9 chilometri quadrati e ha una popolazione di 4.285 abitanti. La sede del consiglio si trova a Burra.